# Križevska vas, Metlika
Križevska vas este o localitate din comuna Metlika, Slovenia, cu o populație de 193 de locuitori.